# Model polí v německé větě
Topologický model (německy Topologische Modell) neboli popis (pořádku slov ve větě) pomocí polí ((Stellungs-)Feldermodell) je obvyklou metodou popisu struktury německých vět; věta se člení na „pole“ podle pravidel, která určují jejich obsazení podle typu věty (oznamovací, tázací, …). Jde o popisnou šablonu umožňující třídit věty podle struktury, která však nebere v úvahu další aspekty gramatické struktury; především neposkytuje detailní rozdělení věty na větné členy případně složky. Popis pomocí polí však poskytuje zobecnění struktury německých vět, kterou se lingvisté snaží vysvětlit v teoriích gramatické struktury.
„Topologické pole“ nemá nic společného se sémantickým pojmem Wortfeld (který se týká významů slov).

## Původ a varianty popisu pomocí polí
Členění německých vět na pole popsal Erich Drach ve své práci, která vyšla dva roky po jeho smrti v roce 1937. Drach zavádí pojem jádrová věta (Kernsatz) pro německou větu se slovesem na druhé pozici (německy Verbzweitsatz V2-Stellung) a větu rozděluje na 3 pole – „úvodní“, „centrální“ a „koncové pole“, přičemž sloveso je umístěno v centrálním poli.
V dalším vývoji bylo Drachovo centrální pole přejmenováno na levou větnou závorku a koncové pole rozděleno na centrální pole, pravou větnou závorku a koncové pole v moderním smyslu.
Pro detailnější popis jsou zaváděna další pole, které se ale neobjevují ve všech větách (zejména různá „vnější pole“ německy Außenfelder). Menší odchylky v literatuře nemusí znamenat použití jiné teorii polí, ani jiného počtu polí, ale jsou důsledkem snahy o zjednodušený výklad. Větší odlišnosti se objevují v otázkách, jaký materiál může být přítomen v jakém poli (např. v otázce, kudy přesně prochází pravý okraj centrálního pole).
Popis pomocí polí se používá kromě němčiny také pro gramatiku skandinávských (germánských) jazyků. Paul Diderichsen popsal v roce 1946 novou vlivnou variantu pro dánštinu, která se poněkud liší od němčiny, protože dánština je na rozdíl němčiny SVO jazykem.

## Uspořádání polí

### Větný rámec a centrální pole
Pro německou hlavní větu je typická takzvaná „rámcová konstrukce“ (německy Satzklammer, též „větný rámec“), kdy se finitní sloveso nachází na začátku věty, ale další části přísudku, např. způsobová slovesa v infinitivu nebo oddělitelná slovesná předpona, jsou na konci věty. Tyto dvě pozice jsou nazývány levou a pravou větnou závorkou (německy linke/rechte Klammer) a slouží jako orientační značky obklopující oblast nazývanou „centrální pole“ (německy Mittelfeld); před tímto rámcem se nachází „úvodní pole“  (německy Vorfeld) a za rámcem „koncové pole“ (německy Nachfeld).
| úvodní pole | levá závorka | centrální pole                      | pravá závorka | koncové pole | překlad                                           |
| ----------- | ------------ | ----------------------------------- | ------------- | ------------ | ------------------------------------------------- |
| Gestern     | hat          | die Katze uns eine Maus vor die Tür | gelegt        |              | (Včera nám kočka přede dveře položila myš.)       |
| Die Katze   | legte        | eine Maus vor der Tür               | ab            |              | (Kočka nechala myš přede dveřmi.)                 |
| --          | weil         | die Katze uns eine Maus vor die Tür | gelegt hat    |              | (... protože nám kočka přede dveře položila myš.) |
| --          | --           | Uns eine Maus vor die Tür           | zu legen !    |              | (Nám přede dveře dát myš!)                        |

Centrální pole je oblast, v níž jsou zpočátku všechny větné členy, které nejsou přiřazeny do jiného pole. Centrální pole mimo jiné obsahuje podmět, pokud není umístěn do úvodního pole (jako v druhém příkladu výše, podrobnosti níže). Obvyklé pořadí složek v centrálním poli je: podmět < nepřímý předmět < přímý předmět < předložkový předmět; model polí se však pořadím větných členů v centrálním poli dále nezabývá. (Pro další informace o variacích pořadí slov v centrálním poli viz článek Německá gramatika a Scrambling (lingvistika).)
Pozice levé větné závorky se používá pro spojku uvádějící vedlejší větu nebo pro finitní sloveso hlavní věty; levá závorka je ve všech výše uvedených příkladech pozice přímo před centrální polem, ve kterém je podmět. Spojka a finitní slovesa zaujímají stejnou pozici, protože sloveso sem nelze umístit, pokud je přítomná spojka; z toho usuzujeme, že soupeří o tutéž pozici. Popis pomocí polí však nedává žádné vysvětlení, proč je v pravém větné závorce povoleno více frází a v levém ne. Jedním z argumentů pro pozici spojky v levé větné závorce je, že v některých konstrukcích může uvádět vedlejší větu buď finitní sloveso nebo spojka, například ve srovnávacích větách s als ob:' (jako kdyby):
- Er tat so, als ob nichts wäre. (Choval se jako by nic.)

Er tat so, als wäre nichts --. (Chová se, jako by nic nebylo.)
Levá větná závorka může kromě spojky obsahovat pouze finitní sloveso. V infinitivní klauzi bez spojky zůstává levá větná závorka prázdná (viz poslední příklad výše).

### Jemnější klasifikace pozice slovesa

#### Pravá větná závorka jako slovesný komplex
Pokud je finitní sloveso na konci věty (tedy ve vedlejších větách), bude tvořit součást pravé větné závorky. Všechny ostatní složky predikátu, především zbytek slovesného komplexu, který může sestávat z několika sloves, pak tvoří pravou větnou závorku. Přiřazení neverbálních predikátů však může být někdy sporné.
| úvodní pole | levá závorka | centrální pole | pravá závorka          |                      |
| ----------- | ------------ | -------------- | ---------------------- | -------------------- |
| Er          | hat          | nicht          | gesehen werden wollen. | (Nechtěl být viděn.) |

#### Horní pole
Jemnější rozdělení je nutné pro konstrukce, ve kterých je finitní sloveso umístěno před ostatní slovesa na konci věty. Tato dodatečná pozice se pak označuje jako „horní pole“ (německy Oberfeld):
| úvodní pole | levá závorka | ...        | horní pole | pravá závorka |                    |
| ----------- | ------------ | ---------- | ---------- | ------------- | ------------------ |
|             | dass         | er es mich | hat        | machen lassen | (že mi to dovolil) |

Infinitiv v tomto příkladu nelze umístit do koncového pole (s finitním slovesem hat (má) jako pravou závorkou), protože se jedná o takzvanou souvislou konstrukci, jejíž infinitiv není větným infinitivem. Takový infinitiv nemůže být v koncovém poli.

### Úvodní pole
Úvodní pole slouží k umístění libovolného materiálu, který tvoří buď informace z kontextu (takzvané téma), nebo naopak materiál, který má být zdůrazněn, jako kontrast. Umístění fráze do úvodního pole je (poněkud nepřesně) označováno jako „topikalizace“ této fráze. Kromě finitního slovesa mohou být v úvodním poli téměř všechny druhy větných členů, která pak chybí v centrálním poli. Ve větách, kde je málo materiálu, se při tom může stát, že se kvůli tomu centrální pole úplně vyprázdní.
Příklady:
| Gestern   | hat     | eine Maus             | gehustet |  | (Adverbium v úvodním poli)                      | (Včera myš kašlala. – idiom: „Někdo plácal nesmysly“) |
| Die Katze | legte   | eine Maus vor der Tür | ab       |  | (Podmět v úvodním poli)                         | (Kočka nechala přede dveřmi myš.)                     |
| Die Katze | schlief |                       |          |  | (Podmět v úvodním poli, prázdné centrální pole) | (Kočka spala.)                                        |
| Eine Maus | hat     | sie uns vor die Tür   | gelegt!  |  | (přímý předmět v úvodním poli)                  | (Položila nám přede dveře myš!)                       |

Stejně tak mohou být v úvodním poli složité části vět, včetně celé vedlejší věty: v prvním příkladu níže slovesná fráze (infinitní sloveso s doplněním), v druhém podmětné věta, v třetím příslovečná věta. Struktura těchto komplikovaných příkladů začne být zřejmá, pokud si uvědomíme, že finitní sloveso v hlavní větě vždy musí obsadit pozici levé závorky hlavní věty:
| úvodní pole                     | levá závorka | centrální pole   | pravá závorka |                                                              |
| ------------------------------- | ------------ | ---------------- | ------------- | ------------------------------------------------------------ |
| Eine Maus vor die Tür gelegt    | hat          | sie uns noch nie |               | (Nikdy nám nepoložila myš přede dveře.)                      |
| Dass so was geht                | ist          | unglaublich      |               | (Že něco takového funguje, je neuvěřitelné.)                 |
| Obwohl Eva Adam den Apfel abgab | erschien     | Adam gereizt     |               | (Přestože Eva dala Adamovi jablko, Adam vypadal podrážděně.) |
| ( = Trotzdem                    | erschien     | Adam gereizt)    |               | (I tak vypadal Adam podrážděně.)                             |

Je třeba poznamenat, že pokud se v úvodním poli nachází celá věta, i tato věta má svou vlastní strukturu polí (která zde není uvedena); struktury polí tak mohou v určitých případech vzájemně vnořené.
Zvláštností je obsazení úvodního pole expletivem: může se v něm objevit zájmeno „es“, které slouží jako „proforma“ k obsazení úvodního pole. Pak veškerý další materiál, včetně podmětu, zůstává v centrálním poli.
- Srovnání adverbia v úvodním poli s expletivem v úvodním poli a adverbiem apod. v centrálním poli:

| úvodní pole | levá závorka | centrální pole         | pravá závorka | koncové pole                                                                    |
| ----------- | ------------ | ---------------------- | ------------- | ------------------------------------------------------------------------------- |
| Gestern     | hat          | hier eine Maus         | gehustet.     | (Včera tady nějaká myš kašlala. – idiom: „Včera tu někdo plácal nesmysly.“)     |
| Es          | hat          | gestern hier eine Maus | gehustet.     | (To včera tu nějaká myš kašlala. – idiom: „To včera tu někdo plácal nesmysly.“) |

- podmět v úvodním poli, ve srovnání s expletivem v úvodním poli a podmětem v centrálním poli:

| úvodní pole | levá závorka | centrální pole | pravá závorka       | koncové pole |
| ----------- | ------------ | -------------- | ------------------- | ------------ |
| Jemand      | schnarchte.  |                | (Někdo chrápal.)    |              |
| Es          | schnarchte   | jemand.        | (To někdo chrápal.) |              |

Celkově je vidět, že úvodní pole není vyhrazeno jen pro podmět, ale obsahuje libovolný materiál, takže expletivní „es“ („to/ono“) také není podmět.

### Koncové pole
Koncové pole slouží především pro odkládání dlouhých častí vět, jako jsou například vedlejší věty (pak mluvíme o „faktoringu“). V principu mohou stát vedlejší věty v odpovídající pozici v centrálním poli, především pokud jde o příslovečné věty. V případě podmětných nebo předmětných vět je to však gramaticky nepřijatelné:
| Ich habe nie im Geringsten angedeutet, dass ich das kaufen will.    | (Nikdy jsem ani v nejmenším nenaznačil, že bych si to chtěl koupit.)     |
| ? Ich habe, dass ich das kaufen will, nie im Geringsten angedeutet. | (Já jsem, že bych si to chtěl koupit, nikdy ani v nejmenším nenaznačil.) |

Takové věty však v koncovém poli souvisejí s polohou podmětu nebo předmětu v centrálním poli, protože je tam lze reprezentovat takzvaným korelačním zájmenem („es“) (Korelační zájmeno však nelze použít, pokud je vedlejší věta v úvodním poli místo v koncovém poli):
| Er wird es ja auch gemerkt haben, dass mir das nicht gefällt. | (Určitě si všiml, že se mi to nelíbí.) |

V koncovém poli mohou být umístěny i další typy materiálu. Pozornost zasluhují především předložkové fráze, které se zde mohou jevit jako „přidané“, a také infinitivní konstrukce s „zu“ (které mají status vedlejší věty, tj. jsou v nesouvislé konstrukci) a také vztažné věty, které se ve skutečnosti odkazují na podstatné jméno v centrální poli, ale mohou se zde objevit samostatně. Příklady analýzy takových případů jsou:
| úvodní pole | levá závorka | centrální pole       | pravá závorka | koncové pole                |                                                     |
| ----------- | ------------ | -------------------- | ------------- | --------------------------- | --------------------------------------------------- |
| Er          | wird         | es ja auch           | gemerkt haben | dass mir das nicht gefällt. | (Určitě si všiml, že se mi to nelíbí.)              |
| Mir         | hat          | niemand was          | gesagt        | von diesem Plan.            | (Nikdo mi o tom plánu neřekl.)                      |
| Hubert      | hat          | erfolglos            | versucht      | die Ratten zu fangen.       | (Hubert se neúspěšně pokoušel chytat krysy.)        |
| Ich         | habe         | die Maus in den Müll | getan         | die die Katze gebracht hat. | (Myš, kterou kočka přinesla, jsem vyhodil do koše.) |

### Další pole na okrajích
Přestože to není v klasickém popisu pomocí polí přímo uvedeno, v německé větě je možné identifikovat další místa, která leží mimo rozsah od úvodního pole po koncové pole. Tato pole často nazývaná Vor-Vorfeld a Nach-Nachfeld obsahují materiál, který není začleněn do věty, např. oslovení (vokativy), koordinační spojky, a také materiál, který byl přesunut na začátek nebo na konec a na který se v úvodním nebo centrálním poli odkazujeme zájmenem (tak zvaná topikalizace). Tyto jevy se objevují především v mluvené řeči.
První dva příklady ukazují přesun doleva, které neskončí v úvodním poli, třetí příklad přesun doprava, který neskončí v koncovém poli.V literatuře bývá pole, do kterého je umístěno oslovení nebo napojení další věty pomocí spojky „und“, označováno jako zvláštní „spojovací pole“ před levou větnou závorkou,
|                     | úvodní pole | levá závorka | centrální pole           | pravá závorka | koncové pole |           |                                                                              |
| ------------------- | ----------- | ------------ | ------------------------ | ------------- | ------------ | --------- | ---------------------------------------------------------------------------- |
| Du der Schnee       | der         | wird         | immer stärker            |               |              |           | Ty, to sněžení je čím dál silnější.                                          |
| Diese ABM-Maßnahme, | die         | wird         | bei der Stadt Dahlhausen | sein.         |              |           | Toto opatření pro vytváření pracovních míst, které bude ve městě Dahlhausen. |
| Und                 | --          | hat          | er irgendwas             | gewusst       | davon,       | der Chef? | A věděl o tom něco, šéfe?                                                    |

V posledním příkladu je úvodní pole prázdné, protože jde o zjišťovací (ano/ne) otázku, která má sloveso v první pozici; spojka (nebo částice) a to, co ji předchází, na tom nic nemění (viz další část).
Pozice před úvodním polem jsou velmi jemně členěny v IDS gramatice a v grammis.

## Obsazování polí a vyznačování typu věty
Různé typy vět (např. tázací věta, oznamovací věta apod. a také v dalších ohledech hlavní věta a vedlejší věta) jsou v němčině vyznačeny souhrou několika prvků; navíc zahrnují slovesný způsob (Konjunktiv/Indikativ), které intonace, ale rovinatý také různých obsazování úvodní pole a levé závorky. Centrální pole nemá žádný vliv na identifikaci typu věty, ale je pro všechny druhy vět společné.
Tradičně se v němčině rozeznávají tři formáty vět:
- se slovesem na druhé pozici (Verbzweitstellung, V2-Stellung, Verbzweitsatz, Kernsatz)
- se slovesem na první pozici (V1-Stellung, Verberstsatz, Stirnsatz)
- se slovesem na konci věty (Verb-End-Satz, Spannsatz), také týl věty)

„Slovesem“ se vždy míní finitní sloveso.
Ve větách se slovesem na druhé pozici je úvodní pole obligatorně obsazené (může to být i expletivním zájmenem) a finitní sloveso následuje v levé větné závorce. Tento tvar je charakteristický pro oznamovací věty nebo doplňovací otázky („W-otázky“) jako hlavní věty. To znamená, že v němčině mají W-otázky a oznamovací věty jako hlavní věty stejné větné schéma (což je odlišnost např. od angličtiny).
| úvodní pole | levá závorka | centrální pole      | pravá závorka |                                                     |                                |
| ----------- | ------------ | ------------------- | ------------- | --------------------------------------------------- | ------------------------------ |
| Was         | hat          | sie uns vor die Tür | gelegt?       | (otázka na přímý předmět v úvodním poli)            | (Co nám položila přede dveře?) |
| Eine Maus   | hat          | sie uns vor die Tür | gelegt!       | (oznamovací věta s přímým předmětem v úvodním poli) | (Dala nám přede dveře myš!)    |

Větné schéma se slovesem na první pozici vznikne tak, že sloveso je také v levé větné závorce, ale úvodní pole je obligatorně prázdné. Tento tvar mají ano/ne-otázky nebo rozkazovací věty (a některé další druhy vět):
| úvodní pole | levá závorka | centrální pole   | pravá závorka |                 |
| ----------- | ------------ | ---------------- | ------------- | --------------- |
| --          | Hat          | sie eine Maus    | gefangen?     | Chytila myš?    |
| --          | Tu           | das in den Müll! |               | Hoď to do koše! |

Vedlejší věty, které začínají spojkou (např. vložené oznamovací věty se spojkou dass (že) nebo nepřímé ano/ne-otázky se spojkou ob), jsou věty se slovesem na konci. Jak již bylo uvedeno, spojky obsazují pozici levé závorky, takže pro finitní sloveso zůstává pouze koncová pozice. Při tomto přístupu však nepřímé W-otázky a vztažné věty představují zvláštní problém: tázací případně vztažná zájmena představují části vět, a v hlavních větách je místo pro zájmeno pouze v úvodním poli (pokud je umístěno vpředu), nikoli v levé větné závorce. Proto ze systematických důvodů vzniká očekávání, že úvodní pole ve vložených tázacích a vztažných větách by měla zaujímat také zájmena z první klauze. Pak by byl levá závorka prázdný, ale finitní sloveso by přesto bylo v koncové pozici.
Na druhou stranu se ukazuje, že v Konjunktional větách je úvodní pole prázdné.
|                   | úvodní pole | levá závorka | centrální pole                      | pravá závorka | překlad                                          |
| ----------------- | ----------- | ------------ | ----------------------------------- | ------------- | ------------------------------------------------ |
|                   | ---         | weil         | die Katze uns eine Maus vor die Tür | gelegt hat    | protože nám kočka přede dveře položila myš       |
| (Ich weiß nicht,) | was         | ---          | die Katze uns da vor die Tür        | gelegt hat    | (Nevím, zda) nám kočka přede dveře položila myš. |
| (die Maus,)       | die         | ---          | die Katze uns vor die Tür           | gelegt hat    | (myš), kterou nám kočka položila přede dveře.    |

Protože z popisu pomocí polí nelze odvodit žádná omezení, jakou pozici mohou zaujímat jaká slova, bylo také zvažováno, zda tázací a vztažná zájmena ve vložených větách neumístit do levé větné závorky, aby se vysvětlilo, proč sloveso musí zůstat v pravé větné závorce. Strukturální gramatické teorie však vedou k omezením, které to podle převládající doktríny zakazují; viz další část. Vztahy v němčině ukázané ve výše uvedených příkladech také přímo odpovídají absenci inverze v tázacích větách v anglických a francouzských vedlejších větách, protože také tyto konstrukce sestávají z předpony finitního slovesa, podobně jako obsazení levé větné závorky v němčině.
Existuje také několik typů samostatných vět, které mají sloveso v koncové pozici, například zvolací věty: „Wie niedlich der ist!“ („Jak roztomilé to je!“), které mají stejnou strukturu jako výše uvedené vedlejší věty.

## Interpretace dělení věty na pole v syntaktické teorii

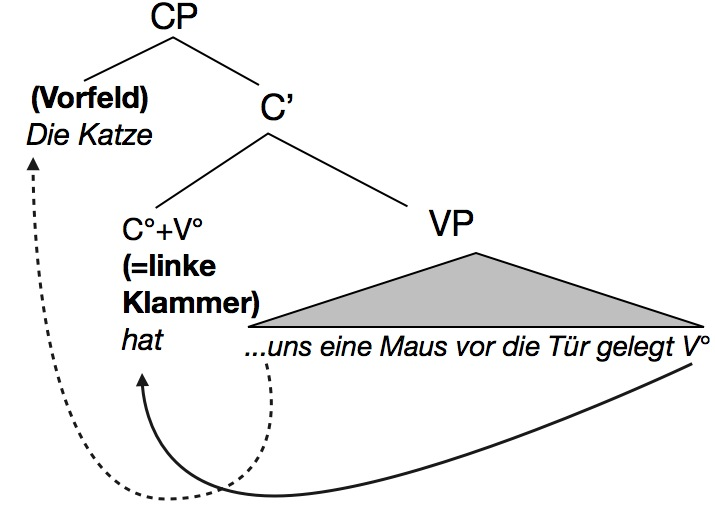
Věta se slovesem na druhé pozici jako fráze podle teorie X s pruhem (s centrálním polem jako VP, podle)

V syntaktických teoriích, které se snaží vysvětlit vlastnosti větné stavby pomocí abstraktních struktur, jako např. generativní gramatika, není popis pomocí polí považován za alternativu k takové teorii, ale za souhrn pozorování, pro která lze podávat vysvětlení a odvození. Teoretické klasifikace popisu pomocí polí v této souvislosti lze nastínit pomocí následujících bodů:
Složková struktura
Úvodní pole může být zpravidla obsazeno pouze jednou frází. Tato vlastnost se proto používá v tradičních gramatikách němčiny jako test, zda určitá jednotka je větným členem: Fráze, složka nebo větný člen je to, co se může přesunout do úvodního pole jako celek. Zřejmě neexistují žádná omezení, jaké kategorie frází mohou být v úvodním poli. Protože centrální pole obsahuje všechna doplnění slovesa, která nebyla přesunuta do úvodního nebo koncového pole, dává smysl identifikovat centrální pole společně s predikátem uvnitř rámce jako slovesnou frázi nebo jako hodnotu větné složky; samotné centrální pole bez sloves v pravé a levé větné závorce však složkou být nemusí. Často obsahuje složek několik.
Přesunové transformace
Protože prakticky veškerý materiál kromě samotného predikátu se může objevit v centrálním poli a jeho umístění v úvodním nebo koncovém poli je pouze alternativní, předpokládá se, že obsazení úvodního pole (a případně také koncového pole) může být provedeno pomocí přesunových transformací, které přesouvají materiál ze základní pozice v centrálním poli do alternativních pozic, jako je úvodní pole.
Vzhledem k tomu, že predikát je rozdělen do levé a pravé větné závorky a při tom jsou přemísťovány především odlučitelné předpony od zbytku slovesa (jako v „… legte Maus ab“), je možné takové vysvětlení, že základní pozicí německého slovesa je pravá větná závorka (kde stojí ve své funkci hlava slovesné fráze) a že obsazení levé větné závorky finitním slovesem je také přesunová transformace (při které oddělitelná předpona slovesa zůstane na místě).
Charakterizace typu vět pomocí úvodního pole a levé větné závorky
Skutečnost, že k rozlišení větných typů (např. tázací věty) slouží pouze úvodní pole a levá závorka, zatímco centrální pole typ věty neovlivňuje, se vysvětluje tak, že pouze úvodní pole a levá závorka se nachází mimo slovesnou frázi. Charakteristiky jako ‚tázací věta‘ je normálně pozice komplementu, tj. stejné pozice, ve kterých se objevují spojky jako „zda“ (německy ob), které také vyznačují ‚otázku‘. To by potvrzovalo, že sloveso a spojka zaujímají tutéž pozici, a umístění slovesa na první nebo druhé pozici ve větě by mělo být analyzováno jako pohyb do pozice komplementu.
Celková struktura hlavních vět v němčině
Jak bylo uvedeno výše, pokud centrální pole a pravá větná závorka tvoří dohromady frázi, úvodní pole také tvoří frázi a sloveso je v levé větné závorce jako jediné syntaktického slovo, je výsledkem právě taková struktura, kterou předpokládá teorie X s pruhem, a to rozdělení na specifikátor, hlavu a doplnění. To, že úvodní pole na rozdíl od levé větné závorky představuje celou frázi, by bylo možné odvodit z obecných principů struktury. To dává se analýzu německé věty jako doplňkové fráze (CP) s pozicí hlavy C uvedenou v obrázku vpravo.